# Homicide: Life on the Street
Homicide: Life on the Street is een Amerikaanse politieserie. Hiervan werden 122 afleveringen gemaakt die oorspronkelijk van 31 januari 1993 tot en met 21 mei 1999 werden uitgezonden op NBC. In 2000 volgde de televisiefilm Homicide: The Movie, die verhaaltechnisch het slot van de serie vormde. Homicide: Life on the Street is gebaseerd op het boek Homicide: A Year on the Killing Streets (1991) van krantenjournalist David Simon. Hij schreef dit op basis van het jaar dat hij meeliep met de eenheid moordzaken van de politie in Baltimore. Simon werkte als adviseur mee aan de serie en wilde dat die van andere politieseries afweek door een rauwer, in zijn ogen realistischer beeld te schetsen van hoe het werk van de agenten er in de echte wereld uitziet, waarbij niet alle zaken worden opgelost en collega's soms met elkaar botsen.
Homicide: Life on the Street won 23 prijzen, waaronder Primetime Emmy Awards voor regie (voor aflevering 'Gone For Goode', 1993), scenario (voor aflevering 'Three Men And Adena', 1993), hoofdrolspeler Andre Braugher (1998) en casting (1998), Peabody Awards in 1994, 1996 en 1998 en Writers Guild of America Awards in 1994 (voor aflevering 'The Night of the Dead Living') en 1995 (voor aflevering 'Bop Gun').

## Uitgangspunt
De eenheid moordzaken van de politie in Baltimore onderzoekt geweldsdelicten. Hun werk is eenzijdig, vermoeiend en confronterend, maar noodzakelijk. Bovendien wachten nieuwe zaken niet tot de lopende zijn afgerond.

## Rolverdeling
*Alleen acteurs die verschenen in meer dan 25 afleveringen zijn vermeld
- Richard Belzer - John Munch
- Clark Johnson - Meldrick Lewis
- Yaphet Kotto - Al Giardello
- Kyle Secor - Tim Bayliss
- Andre Braugher - Frank Pembleton
- Melissa Leo - Kay Howard
- Reed Diamond - Mike Kellerman
- Sharon Ziman - Naomi
- Peter Gerety - Stuart Gharty
- Toni Lewis - Terri Stivers
- Isabella Hofmann - Megan Russert
- Jon Seda - Paul Falsone
- Callie Thorne - Laura Ballard
- Clayton LeBouef - George Barnfather
- Željko Ivanek - Ed Danvers
- Max Perlich - J.H. Brodie
- Daniel Baldwin - Beau Felton
- Ned Beatty - Stanley 'The Big Man' Bolander
- Ralph Tabakin - Dr. Scheiner
- Michelle Forbes - Julianna Cox
- Judy Thornton - Judy
- Wendy Hughes - Dr. Carol Blythe